# Anomobryum sharpii
Anomobryum sharpii är en bladmossart som beskrevs av A. J. Shaw in A. J. Shaw och Allan James Fife 1984. Anomobryum sharpii ingår i släktet Anomobryum och familjen Bryaceae. Inga underarter finns listade i Catalogue of Life.